# Cmentarz ewangelicki w Borowie
Cmentarz ewangelicki w Borowie – nieczynny cmentarz ewangelicko-augsburski (parafia ewangelicko-augsburska w Koninie) zlokalizowany we wsi Borowo (powiat koniński, województwo wielkopolskie). Obiekt jest wpisany do rejestru zabytków.

## Historia i architektura
Nekropolia jest położona we wschodniej części wsi, przy skrzyżowaniu dróg lokalnych, w miejscu, gdzie od szosy Krzymów – Brzeźno odchodzi droga do Paprotni. Pierwsi osadnicy olęderscy pojawili się tu w latach 70. XVIII wieku. Należeli do parafii we Władysławowie. Od 1826 przeszli do powstałej w tym czasie parafii w Koninie. Wieś była siedzibą kantoratu. Cmentarz zapewne założono w podobnych latach.
Na obszarze nekropolii zachowało się kilkanaście nagrobków z betonu, lastrika i piaskowca. Wyróżnia się wśród nich grób piątki dzieci Heleny i Juliusa Pepke, z których czwórka zmarła w przeciągu kilku dni kwietnia 1916. Najpopularniejsze nazwiska to Sauer, Wenskowski, Schutz, Lach, Lachman oraz Pepke.
Na cmentarzu znajdowało się dzikie wysypisko śmieci, służył również za wybieg dla drobiu. Obiekt uporządkowano i oczyszczono z krzewów w 2017 (Stowarzyszenie Frydhof, lokalna ochotnicza straż pożarna, mieszkańcy wsi i Urząd Gminy w Krzymowie).